# Ein Mann wie Kid Rodelo
Ein Mann wie Kid Rodelo (Originaltitel: Kid Rodelo) ist ein in US-amerikanisch-spanischer Koproduktion entstandener Western nach einem Roman von Louis L’Amour. Schauspieler Richard Carlson führte Regie.

## Handlung
Der Revolverheld Hardin wird aus dem Gefängnis in Yuma entlassen; es bleibt unklar, ob dabei alles mit rechten Dingen zuging. Er macht sich mit einer Gruppe Tagediebe und 50.000 $ in Gold auf zur mexikanischen Grenze; unter seinen Begleitern ist auch Kid Rodelo, der als sein Komplize verurteilt wurde; Nora, ein aufgedonnertes Püppchen; deren Freund Link und Thomas Reede, ihr Fährtensucher. Es gelingt ihnen, den Gefahren zu trotzen und die Grenze zu erreichen. Unter den zahlreichen Gefahren ihres Weges zählen vor allem eine Gruppe kopfgeldjagender Indianer, die auch Konflikte innerhalb der Gruppe verursachen.

## Produktion
Das Filmlied „Love is Trouble“ singt Hauptdarsteller Don Murray. Das Drehbuch entstand nach einer Story von Louis L’Amour. Die Dreharbeiten fanden in Spanien statt.
Im deutschen Sprachraum wurde der Film am 20. Mai 1966 erstmals gezeigt.

## Kritik
„Als Western verkleideter, harter Gangsterfilm“, meinte das Lexikon des internationalen Films. Die New York Times wurde in der Kritik deutlich: „Mister Carlson führte auch Regie bei diesem schwachen Erzeugnis, was ihm einige Bonuspunkte bringen sollte, da er sich so schnell als Schauspieler des Films rar macht. Ein Sprecher von Paramount bestätigte, dass dieser dumme Herrenabend in Spanien gedreht wurde, wo er doch weniger müde auch genau so gut in heimischen Fernsehstudios hätte hergestellt werden können.“